# Fibiș
Fibiș es una comuna ubicada en el distrito de Timiș, Rumania.

## Superficie
Posee una superficie de 53,09 kilómetros cuadrados.

## Demografía
Hasta 2021 la población era de 1795 habitantes, con una densidad de población de 33,81 habitantes por kilómetro cuadrado.